# باسكال لانس
باسكال لانس (بالفرنسية: Pascal Lance)‏ مواليد 23 يناير 1964 في تولون، هو دراج فرنسي سابق. سبق أن شارك في دورة الألعاب الأولمبية الصيفية.

## روابط خارجية
- باسكال لانس على موقع أرشيف الدراجات (الإنجليزية)
- باسكال لانس على موقع إحصائيات الدراجات الإحترافية (الإنجليزية)
- باسكال لانس على موقع أوليمبيديا (الإنجليزية)